# ボキャブラ天国
『ボキャブラ天国』（ボキャブラてんごく、英称：VOCABULA）は、1992年10月14日から1999年9月26日までフジテレビ系列局で断続的に放送されていたフジテレビとハウフルス共同制作のお笑いバラエティ番組シリーズである。通称「ボキャブラ」「ボキャ天」。
レギュラー放送ではSD画質で、音声もモノラル放送だったが、後の『大復活祭スペシャル』ではハイビジョン制作になり、かつステレオ放送と文字多重放送も行われていた。

## 概要
視聴者投稿の駄洒落作品（番組内ではボキャぶった作品と称する）（格言・物や人の名前・歌の歌詞などのダジャレ・替え歌をVTR化したもの）を品評する。当初のタイトルは『タモリのボキャブラ天国』（以下「初代」と呼称）で、司会を務めるタモリの冠番組であった。
シリーズ途中から若手芸人がネタ見せを行うコーナーが追加され、最終的には視聴者投稿が廃止となり、ネタ番組へと切り替わった。このためお笑い第四世代を代表する番組の一つとして知られており、この時期に登場したお笑い芸人を番組名を冠して「ボキャブラ世代」もしくは「ボキャ天世代」と呼ぶ場合がある。爆笑問題、くりぃむしちゅー（出演当時は海砂利水魚）、ネプチューンらが本番組からブレイクを果たしたことで知られるが、関西系芸人はほとんど出演しなかったのが大きな特徴となっている。
1999年9月26日に最終シリーズである『歌うボキャブラ天国』が終了。これにより、1992年10月から『タモリのボキャブラ天国』から開始した『ボキャブラ天国シリーズ』は7年の放送に幕を降ろした。

## 番組の沿革
放送時間はすべて日本標準時。

### レギュラー放送
| 番組タイトル                | 放送期間                       | 放送曜日          | 放送時間       | サブタイトル・キャッチコピー                                           | 司会           | アシスタント         |
| --------------------------- | ------------------------------ | ----------------- | -------------- | ---------------------------------------------------------------------- | -------------- | -------------------- |
| タモリのボキャブラ天国      | 1992年10月14日 - 1993年9月22日 | 水曜              | 19:30 - 19:58  | 文科系語学エンターテイメントのパイオニア                               | タモリ         | 小島奈津子           |
| タモリのSuperボキャブラ天国 | 1994年4月13日 - 1996年9月25日  | 水曜              | 22:00 - 22:54  | 超文科系語学エンターテイメントのパイオニア                             | タモリ         | 小島奈津子           |
| タモリの超ボキャブラ天国    | 1996年10月16日 - 1997年3月19日 | 水曜              | 22:00 - 22:54  | 超文科系語学ヒューマンドキュメントのパイオニア                         | タモリ         | 小島奈津子西山喜久恵 |
| 新ボキャブラ天国            | 1997年4月13日 - 同年9月14日    | 日曜              | 23:45 - 翌0:45 | 嗚呼砕け散る言葉と笑いの交差点キャブラー達の集団暴走スクランブル       | ヒロミ谷村新司 | 小島奈津子           |
| 黄金ボキャブラ天国          | 1997年10月7日 - 1998年3月10日  | 火曜              | 20:00 - 20:54  | 嗚呼砕け散る言葉と笑いの黄金伝説キャブラー達の集団暴走アミューズメント | ヒロミ谷村新司 | 小島奈津子           |
| 家族そろってボキャブラ天国  | 1998年4月14日 - 同年9月8日     | 火曜              | 20:00 - 20:54  |                                                                        | ヒロミ谷村新司 | 小島奈津子           |
| 続!ボキャブラ天国           | 1998年10月18日 - 1999年3月28日 | 日曜 （土曜深夜） | 1:45 - 2:25    |                                                                        | ヒロミ         | 荒瀬詩織             |
| 歌うボキャブラ天国          | 1999年4月18日 - 同年9月26日    | 日曜 （土曜深夜） | 1:45 - 2:25    | 土曜の夜の大人のひととき あなたもこの店に遊びに来ませんか?             | ヒロミ         | 荒瀬詩織             |

### スペシャル放送
| 番組タイトル                                                                             | 放送日        | 放送曜日          | 放送時間       | サブタイトル・キャッチコピー                    | 司会   | アシスタント       |
| ---------------------------------------------------------------------------------------- | ------------- | ----------------- | -------------- | ----------------------------------------------- | ------ | ------------------ |
| ボキャTV 限りないボキャブラに近い天国 お笑いサバイバル温泉ツアー大作戦!!                 | 1999年10月2日 | 日曜 （土曜深夜） | 2:10 - 3:10    |                                                 | ヒロミ | パイレーツ         |
| 祝タモリのボキャブラ天国 新春復活スペシャル                                              | 2003年1月2日  | 木曜              | 23:55 - 翌1:25 | 文科系語学エンターテイメントのパイオニア        | タモリ | 小島奈津子         |
| タモリのボキャブラ天国大復活祭 伝説のキャブラー大同窓会&NEWキャブラーもボキャブる3時間SP | 2008年9月28日 | 日曜              | 19:00 - 21:48  | 元祖!超文科系語学エンターテイメントのパイオニア | タモリ | 小島奈津子加藤綾子 |

## 主なルール

### 「初代」から「Super」
視聴者から投稿される「ボキャブった」作品（格言・物や人の名前・歌の歌詞などのダジャレ・替え歌をVTR化したもの）を品評する。
作品VTRの最初には、画面左上に作品ナンバー（No.001から通し番号で表記）で、画面中央に投稿者の都道府県と市区郡町村名・投稿者名が表記されて本題に入る。VTRは当番組が制作するが、投稿者の指示に基づき制作された作品や投稿者自らビデオ撮影して制作した作品もあった。なお、視聴者投稿作品は「Super」放送最終回まで2427作品作られた 。
「Super」より、若手芸人参加の「ボキャブラ発表会・ザ・ヒットパレード」のコーナーが開始。開始当初は不評だったが徐々に人気が出て行き、「超」以降はヒットパレードを60分バージョンにした形式にリニューアルされた（こちらのルールは後述）。
「Super」末期では1組のアーティストに絞った特集「ボキャブラ・ナウ・アーティスト」のコーナーもあり、そのアーティストの曲のボキャブラ作品をいくつか流した。

#### 作品の応募方法
原則としてハガキによる応募のみ。ただし、VTR応募の場合はビデオテープを同封した封筒での応募も可能だった。一度北島三郎の『函館の女』に引っ掛けたネタで空き箱が送られてきたことがあった。番組開始当初の数回は匿名やペンネームでの応募も認められていたが、後に禁止された。

#### 品評・評価
品評は司会者のタモリとパネリストが手元のボタンを押す方式で行われ、ボタンを押すと「電球」が点灯する。大いにうけた場合は「大玉」、まあまあの場合は「小玉」が点灯。つまらないと思った場合はボタンを押さなくても良い（その場合は、電球および席後部の電飾は点灯しない）。
各パネリスト個人の評価は、テーブルに設置された二股ソケットの点灯している電球の大小および席後部の花丸をあしらった電飾でわかる。小玉だと花丸の中央部のみ点灯、大玉だと花丸を構成する豆電球が回るようにスクロールする。
タモリの個人評価は当初、電球のみでしか表示されなかったが、1994年9月28日放送の「超豪華スペシャル」からタモリのテーブル前面にも電飾が付き、1995年3月29日放送の「2時間スペシャル」からは電飾が席後部右側に移った。
タモリとパネリスト全員が「大玉」評価をした場合、ファンファーレとともにタモリの背後にあるセットの照明が点滅する。
上記の品評を参考にした上でX座標=左「シブイ」・右「インパクト」、Y座標=上「知的」・下「バカ」の相関図パネル「ボキャブラ・マトリックス」（製作：マサチューセッツ工科大学・マサチューセッツ工科大学とフジテレビの共同作成・島津製作所）に、タモリが作品の書かれたハガキ大のマグネット を貼り付けることによって最終評価を行う。各座標は10段階あり、基本的にどこかの交点にマグネットを貼り付ける（「バカ10・0」、もしくは「バカ」に貼られたケースもある）。「マトリックス」の各エリアには、「バカパク」「バカシブ」「インパク知」「シブ知」というエリア名がつけられており、【Y座標=下に9、X座標=右に10】の位置に貼り付けられたときには「バカパクの9・10」と呼ばれる。また、どの部門にも属さない場合、真ん中の（0・0）に貼られる事もごく稀にあった。評価するに値しない、面白くない作品はマトリックスの下にある箱に廃棄される。番組開始当初は「没」という表記だったが、大島渚が「つまらないからポイしちゃえ」と言ったことより、以降没ネタは「ポイ」と呼ばれることになる。
パネリストの評価・意見はあくまでも参考であり、最終的にどこに貼り付けるかは司会のタモリの独断による。この時客席からは「バカパク!」「シブ知!」などとエリア名がコールされ、これによって影響されることもよくある。因みに、観客から見当違いのコールをされると、タモリは「これの何処がシブいんだ!?」、「これの何処がインパク｢知｣なんだ!?」などと時折ツッコミを入れることがある。稀にある程度の評価があってもタモリが独断で「ポイ」にしたケースもある。
面白くないものの「ポイ」するほどでもない作品に対しては「欄外」（箱の入口の近くに貼られる）・「小島預かり」とされるが、評価としては「ポイ」相当として扱われる。また、「ポイ」よりもひどい（「ポイ」する価値もない）作品は「問題外」として小島の司会者台の下に投げ捨てられていた。「問題外」は過去に2作品あり、2作連続で放送された。
面白くない作品をタモリが箱に廃棄しようとすると、小島はそれを必死になって阻止するのが恒例である。上記の「小島預かり」は、このやりとりの中で、タモリが小島の説得に応じた作品につけられる評価であり、ごく稀にタモリが判断に迷った末に小島に渡したという事例も見られる。なお、一度だけ廃棄直前まで行ったマグネットを小島が奪い、仕方がなく「小島預かり」の評価になったことがある。他にも高い評価の作品に対して「これはポイだな!」とフェイントをかけて、小島を騙す場合もあった（当然、最終的にはマトリックスに貼られる）。
一度だけ「川合預かり」としてマグネットを川合俊一に渡したこともある。
非常に高い評価でマトリックスでは表し切れない場合には「寿」という評価が出され、セットの床に大きく書いてある「寿」の字の上に置かれる。事実上の最高評価である。寿と評価するシステムはヒロミが考案したため、事実上ヒロミの判断でなされており、実際にタモリの推薦に対し、「同じ週に複数の寿が出ると、寿の価値が下がる」との理由で拒否した例がある。なお、「寿」は過去に4作品ある。
この時代のフォーマットで制作された「復活スペシャル」ではバカでも知的でもある「バカ知」という評価がなされた作品があったが、従来のマトリックス上では表わせられないため便宜上Y座標（知的）線上に貼られた。「バカ知」を命名したのは、山田五郎である。「バカ知」作品は2作品でいずれも「陰陽師」ネタ（「陰陽師→本名『痔』」、「陰陽師→四文字」）である。
マトリックスの形状は初代の前半（1992年10月〜1993年3月）は正方形であったが、初期の後半（1993年4月〜）から円に変わり周辺に動く飾り物やLEDが「ポイ」口の上部に取り付けられた。また、初期後半には「ポイ」にマグネットを入れると電子音も鳴った。最初期の頃は評価の度合を示す目盛りはなく、ただ「バカシブ」「バカパク」「シブ知」「インパク知」と呼んでいたが、のちに初期の前半の形状になった。

#### 賞及び賞品
作品が採用された投稿者には「ボキャ天小座布団」が贈られる。タイトルを「タモリのゴキブリ天国」と間違えて弁当を届けた弁当配送業者にも小座布団が贈られた他、「ボキャブラゼミ」のコーナー冒頭に流れるセミの鳴き声が映像に映っているセミの種類とは別の種類のものである事を指摘した投書にも「面白いから」との理由で小座布団が贈られたことがある。
また以下のような賞があり、毎週それぞれ1作品ずつ選ばれ、副賞が贈られたが、まれに該当無し、又は2作品選ばれることがあった。
ボキャブラ賞
その週の最優秀作品
- ボキャブラ天国時代…賞金5万円＋二股スタンドトロフィー（トロフィーの台座の上に、電球つき二股ソケットが付いた物）
- SUPERボキャブラ天国時代（1994年4月13日〜1995年9月20日）…末広がりの賞金8万円（フジテレビ系が関東地区や近畿地区では8チャンネルであることに由来）
- 同（1995年10月18日〜1996年8月14日）…末広がりの賞金8万円＋ボキャ天大座布団「雅」
- 同（1996年8月21日〜9月18日）…末広がりの（小島は、「イチかバチかの」と称している）賞金18万円＋ボキャ天大座布団「雅」

大ザブ賞
その週の次点作品
- ボキャブラ天国・SUPERボキャブラ天国時代共通…「ボキャ天大座布団」（ただし、1996年8月21日〜9月18日は末広がりの賞金8万円が追加された）

LOVEザブ賞
「SUPERボキャブラ天国時代」のコーナー「大人のボキャ天」、「いけないボキャ天」、「ピンクのボキャ天」、「夜のボキャ天」内の最優秀作品（「普通作品」の中からも選ばれることがあった）
- 1994年4月13日〜1995年9月20日 - 「ボキャ天ラブ座布団」（細長いクッション）
- 1995年10月18日〜1996年8月14日 - 「ボキャ天桃色ラブ座布団」（細長いクッションのピンクバージョン）
- 1996年8月21日〜1996年9月18日 - 「ボキャ天桃色ラブ座布団」＋末広がりの賞金8万円

ボキャブラ賞の選定はタモリとパネリストの合議によって決められ、観客の拍手はあまり考慮されない。ただし1度だけ、ボキャブラ賞に決まりかけた作品に対して観客からブーイングが上がり、別の作品がボキャブラ賞になったことがある。しかし、その週の雰囲気によってボキャブラ賞に選ばれた作品が翌週（冒頭に前回のボキャブラ賞作品が紹介される）では全く受けないことがしばしばあり、ボキャブラ賞に選ばれるには単に面白い作品というだけでなく運も必要とされた。
- 小座布団、大座布団は「初代」で贈られたものと「SUPER」で贈られたものはほぼ同じデザインだが、「SUPER」以降は番組ロゴの変更により座布団に刺繍された「天国」の文字の上に天使の輪の刺繍が付け加えられた。

#### スペシャル番組
半年に1度、過去のノミネート作品から優れたものを選ぶスペシャル番組が放送された。これにより上・下半期の大賞に選ばれた作品には以下の商品がそれぞれ贈られた。
- ボキャブラ大賞 - 「ボキャ天美麗掛け布団」（途中から、安眠枕「夢」も付けられた）
- LOVEザブ大賞 - 「ボキャ天超ロングラブ座布団」（通常のLOVE座布団よりも長い）

また、初代の最初のスペシャル放送のみボキャブラ・マトリックスの座標は20段階となっていた。
更に、年末スペシャルは「有名人ボキャブラ大賞」が放送された。以下の2部門があり、それぞれ1名ずつ選ばれ、副賞が贈られた。
- 作品賞グランプリ - スペシャルの出演者が考えた、新作ボキャブラ作品を品評する。副賞は1994年・1995年共通で「ボキャ天美麗掛け布団」（1995年には「誉」が付くが同じである）
- 主演賞グランプリ - 有名人の出演したボキャブラ作品のVTRから選考。授賞対象はVTRに出演した有名人。副賞は1994年・1995年共通で「ボキャ天大座布団・5枚組セット」（1995年には「誉」が付くが同じである）。

有名人ボキャブラ大賞の受賞者は次の通り。
- 1994年-作品賞 小島奈津子
- 1994年-主演賞 川合俊一
- 1995年-作品賞 赤坂泰彦
- 1995年-主演賞 蛭子能収

### 「超」から「家族そろって」
若手芸人（番組では“キャブラー”と呼称。）によるネタとボキャブラを組み合わせた作品をランキング形式で評価する。
「超」より、評価に「中玉」が加わる。「大玉=3点」「中玉=2点」「小玉=1点」、パネリスト10人で30点満点（ただし、「超」初期は、中玉→大玉、大玉→超大玉と呼称していた）。この評価方法にてキャブラーのネタを審査し、毎週ランキングを決定する（同点の場合は前回順位の上位が優先される）。
ランキングは1位から10位までの「メジャー」と11位以下の「チャレンジャー」に分けられる。それぞれの扱いには差が設けられている。
- メジャーはスタジオにいるのに対し、チャレンジャーはスタジオの外で待機させられる（続以降はカメラがハンディカム1台のみ）。
- 「新」以降は面白くなかったネタは容赦無くカット（オチの部分のみ放送。たまにメジャーにいるキャブラーもカットされる場合もある）される。
- 別々にランキングが決められる。

またメジャー下位とチャレンジャー上位との入れ替え戦制度があり、その成績によって昇降格が行われた。後に自動昇降格と入れ替え戦の併用や、自動昇降格のみの制度となった。
なお、メジャー・チャレンジャー問わず30点満点を獲得した場合は「〇に満」と書かれた「満点座布団『満ザブ』」を獲得できた。なお「超」の一回目では、ヒットパレード時代の成績を考慮し、暫定順位を付けてのスタートとなった。
| 順位 | キャブラー     |
| ---- | -------------- |
| 1位  | 爆笑問題       |
| 2位  | BOOMER         |
| 3位  | ネプチューン   |
| 4位  | 男同志         |
| 5位  | 金谷ヒデユキ   |
| 6位  | つぶやきシロー |
| 7位  | X-GUN          |
| 8位  | 海砂利水魚     |
| 9位  | Take2          |
| 10位 | アニマル梯団   |

#### 前半下位7組披露・チャレンジャー登場・入れ替え戦
前回の10位〜4位のネタ披露後、チャレンジャーのネタが披露される。
- 1996年10月16日から12月4日までは、10位〜8位の組が入れ替え戦に回る。チャレンジャーは審査員の合議によりランク付けされトップ3[注 14] を加えた6組の新しい作品を評価し、得点上位3組がメジャーに昇格。
- 同年12月11日から1997年12月16日までは、10位と9位の組は入れ替え戦に回る。審査員の合議で選出されたチャレンジャー3組を加えた5組の新しい作品を評価し、得点上位2組がメジャーに昇格。

また、入れ替え戦3位の組は、4～8位の中からヒロミの投げるご指名ダーツで当たった順位のキャブラーとの対決に回る。ご指名された側は新しい作品で評価し、ご指名の作品が入れ替え戦3位の得点より下回ったらチャレンジャーに降格となり、入れ替え戦3位は昇格となる。例えば、入れ替え戦3位がメジャー10位となり、ご指名で負け、空席となった順位より下位の組は繰り上げになる。
ご指名の作品が上回った場合（同点含む）は順位と得点はそのまま維持される。なお、ご指名ダーツはランクが下位ほどエリアが広くなっている。ヒロミが宣言したキャブラーの順位に、狙い通り矢が刺さることも多かった。
確率は低いが、暫定4位の状態でもご指名される可能性はある。さらに新ネタで点数比較されるため、たとえ本番でキング（1位）が確実な得点を獲得していたとしても、チャレンジャーに落ちてしまう可能性もあった。実際に暫定4位でご指名された事があるのは松本ハウスと金谷ヒデユキとTake2の3組。松本ハウスと金谷ヒデユキはチャレンジャー落ち、Take2は1本目が満点を獲得しながらもご指名にされたが無事残留しキングになったので1日3本披露することとなったが座布団は獲得できず。
- 1998年1月6日から3月10日までは、自動降格制度が導入され、10位と9位の組はチャレンジャーに降格。この時小島は「と言う事で、9位・○○さん、10位・△△さん、自動的にチャレンジャー転落!」と言って、その後音楽が流れ、9位と10位の席の方にカメラが向けられ、9位と10位の席以外の照明が一定時間暗くなる。（『家族そろって』時代も同様である）。

チャレンジャーにも完全得点制が導入され、ネタの得点で争う事になり、チャレンジャー15組から上位2位がメジャー9位と10位の組と入れ替え。チャレンジャー3位の組は、ご指名ダーツで当たった組の新しい作品がチャレンジャー3位の得点より下回ったら昇格出来る。
- 同年4月14日から最終回までは、サポーター投稿制度が導入され、視聴者がお気に入りのキャブラーあてに送った投稿作品を、そのキャブラーがアレンジするというもの。採用者には小座布団、そのキャブラーがキングになると、視聴者に8万円とNEW雅が送られる。実際に1998年5月5日の放送でネプチューンがサポーター投稿制度を利用してキングに輝き、視聴者に8万円とNEW雅が贈呈された。

また、「ボキャブラ招待席」のコーナーが加わった為に時間短縮し、チャレンジャーは10組に縮小。チャレンジャー10組から上位2位がメジャー9位と10位の組と入れ替え。そのためご指名ダーツが廃止になった。
入れ替え戦を挟んだ後半の3組（前回順位1〜3位）は、8位（7位の場合あり）より下の点数だった場合は8位（7位）に移動する。後半の3組に限り、いくら低い点数（0点でも）を取ったとしてもチャレンジャーに転落することはない。つまり、メジャー3位以内に入った組は、次回放送もメジャー残留が確定する。

#### 後半上位3組披露後
その週の1位（ボキャブラキング）になったキャブラーには「ボキャ天大座布団・NEW雅（みやび）」を獲得する権利が与えられる。また名称は「超」・「新」では司会やパネラーにはキングと呼ばれていたが、テロップではまだ「Super」と同じく「イチバン」と書かれていた。「キング」に統一されたのは「黄金-」からである。
「ボキャ天大座布団・NEW雅（みやび）」を獲得する権利は以下のようになっていた。
- 「超」では、これを賭けて芸能界の有名人2人が番組オリジナルで組んだ「ドリームチーム」とネタ対決「ボキャ天ドリームマッチ」を実施。1位になったキャブラーのネタは評価がドリームチームより高ければ座布団を獲得できる。

採点は通常と同じ得点制だが、1997年1月15日放送分から10人による多数決で決めていた。ドリームチームにはガチャピン・ムックやフジテレビのアナウンサーコンビ、三宅裕司&小倉久寛、グッチ裕三&モト冬樹（ビジーフォー）、安岡力也&藤原組長などが出た。
番組の最後にドリームチームが勝てばヒーローインタビューが、負けた場合は敗戦の弁というミニコーナーがあった。通算成績はキャブラー勝利が13回・ドリームチーム勝利が5回・引き分けが4回であった。
- 「新」・「黄金」はドリームチームに代わって視聴者投稿作品（super-までの物と同じ形式。採用者は小座布団獲得）と対決し、キャブラーのネタのほうが評価が高ければ獲得となる。視聴者の作品が勝利した場合は、視聴者に大座布団と賞金8万円を獲得。

採点も「超」初期と同様30点満点の得点制に戻した。これらの対決は、同点の場合は再対決は行わずに両者とも勝利の扱いとなった。「家族そろって」は「はじめてのボキャブラ」が入ったことにより対決は廃止され、1位になったキャブラーが自動的に獲得となった。これに伴い、視聴者投稿作品紹介は、中間コーナーの「ボキャブラ招待席」に移された。
キャブラーは大座布団・NEW雅を5枚貯めると「グランドボキャブラキング」の称号と共に賞金100万円獲得。さらに5枚貯めて合計10枚に到達すると「名人」称号とさらに賞金100万円獲得。
- 初代名人 / 爆笑問題＜1998年1月6日 - 1998年3月10日＞
- 2代目名人 / BOOMER＜1998年5月19日 - 1998年9月8日＞

名人到達者はさらに10枚貯めると世界一周旅行を獲得。ただし他のキャブラーが賞金100万円を獲得するとこの挑戦もリセットされる。BOOMERが名人となって以後はBOOMERがキングとなった場合「大座布団・寅さん」が与えられ区別された。100万円獲得したキャブラーが出た時点で、他のキャブラーが獲得した大座布団の枚数は0枚に戻される。大座布団自体は没収されない。ただし、最初に爆笑問題が大座布団を5枚獲得したときは、当時の彼らがあまりにも強く、他のキャブラーの奮起を促す意味で、大座布団枚数のリセットは無かった（10枚獲得時も同様）。逆に、BOOMERが大座布団を5枚獲得したときは、大座布団枚数のリセットが行われたが、爆笑問題だけは対象外となった。

### 土曜深夜時代
審査員が2人+司会のヒロミだけとなった。ランプ評価は行うものの直接的な影響は無く、初期のチャレンジャーのような合議制となった。スタジオ登場時のあいさつやランク決定後のコメントが悪いと即評価ダウン・チャレンジャー転落といったことが多かった（特にヒロミ・清水圭が強権な判断を下すことが多かった）。
尚「超」〜「家族」時代に比べ、深夜に移動すると製作費が大幅に下がった為、セットも比較的簡素な物になり、チャレンジャーを映すカメラはビデオカメラが使用され、カメラ越しに顔芸をやるキャブラーも多く、後にランクにも影響された。

### 「続」
審査員一人一個の電球ランプがパネラー席に設置されており、電球ランプ評価は行うものの上記のような合議制となったため直接的な影響は無かった。評価は「おもしろい」「まあまあ」「つまらない 」「ゴミ 」4段階の続ボキャブラマトリックス形式で行う。
- 現メジャー（キング含む）が「つまらない」以下を取るとチャレンジャー転落。キングで登場し「つまらない」以下の評価でチャレンジャー落ちしたことがあり、アンタッチャブル・BOOMER・U-turn・海砂利水魚・坂道コロコロが経験。
- 逆に現チャレンジャーが「おもしろい」を取ると昇格となる。ただし、メジャー席へ移動の際、おかしな言動、さむいギャグをすると即座にチャレンジャー転落となる場合もあり、幹てつやが経験。

そのためメジャーの定員は最低5組・最高14組と不定となった。メジャーの中で「おもしろい」を取ったキャブラーの中でキングを決定するが、キング不在の時もあった。
キングになればボキャ天大座布団「紫金」を獲得し、5枚集めれば100万円（末期から豪華賞品）を獲得。1999年2月13日の放送分にて、海砂利水魚が5枚獲得で100万円獲得。

### 「歌う」
歌うということで全て歌詞のボキャブラネタ限定となる。メジャー組も10組に戻り、出場芸人は20組に戻った。
パネラー席2人と司会のヒロミの席には電球ランプが3つ設置。得点は3点×3人の9点満点だが、点数に関係なく合議でランクを決める。同等の面白さの場合、原曲の新しい方を上位とする。合議制の為、裁量で前身の「続」同様に、キング不在の回も存在した。また、パネラー席と司会のヒロミの席にはカクテルやジュース等の飲物類が置かれる。
チャレンジャーは「インディーズ」と名前を変え、よかった作品のみ「今週のおすすめ」にピックアップされる。またセットの外で待機してるインディーズには、なぜかセットの電柱が設置されている。
メジャーより良ければランクボードに貼られ、溢れた組数分インディーズへ転落する。インディーズ全組がイマイチウケずネタがカットされ、一組もメジャー昇格の無い回も存在する。またランクボードの上には意味もなく「MEMO」と書かれた掲示板が設けられ、お品書きや格言、注意書きが書かれてあった。
キングにはボキャ天大座布団「歌姫」を獲得し、5枚集めれば豪華賞品を獲得。1999年9月4日放送分にてX-GUNが5枚獲得し、ダーツで海外旅行の行き先を選ぶ。行き先は香港に決定。(他のダーツの選択肢には、熱海、ヨーロッパ、韓国、フィリピン、ハワイ、タイ、香港、ラスベガス等が書かれてあった。)
「超〜」から「歌う〜」までの番組変遷、ルール変更は以下のサイトに詳しく記載されているので下記リンクを参照。
- サポーターズスクエア

## 主なコーナー

### 「初代」
今週のボキャブラゼミ
1992年10月〜1993年3月まで実施。
一部の地域や集団でのみ通用する言葉（符丁）の意味を当てるクイズコーナー。視聴者から問題の投稿を受け付けていた。採用されるとボキャ天小座布団をプレゼント。正解したパネリストにはボキャ天小座布団が贈られ、5枚貯めれば「大座布団」に交換することも出来る。
第1回からあったがリニューアルの時に打ち切りされた（最初のスペシャルの時に募集告知は出していた）。コーナー冒頭とシンキングタイム中にセミの鳴き声が入っていた。

### 「Super」
クイズ100人がボキャブりました
1994年4月〜1995年2月まで実施。クイズ番組『クイズ100人に聞きました』（TBS系列）のパロディー企画。
お題の言葉を道行く人100人にボキャブってもらい、そのランキングに入ったボキャブラをパネリストが解答する。正解なら、その答えを言った人数がポイントになる。
本家では「ある!、ある!」と言うのが定番だが、ここでは「言う!、言う!」と言うのが定番である。
また、途中からアンケートの際キャラクターの面白かった1名が「ボキャナスさん」（ボキャブラ・ボーナスの略） として出題VTRで紹介され、解答時間終了後にボキャナスさんの答えが発表されるようになる。ボキャナスさんと同じ言葉を当てていたパネリストはポイントが2倍になる。大体はパネルが残り2～3枚になったところで時間切れになるため、稀にボキャナスさんの獲得者が出なかったケースもあった。
ボキャブラ・アカデミー → ボキャブラ・SUPER・アカデミー
「ボキャブラ・アカデミー」は1995年3月〜1995年9月まで、「ボキャブラ・SUPER・アカデミー」は1995年10月〜1996年3月まで実施。
「ボキャブラ・アカデミー」はお題の言葉を都内の大学生にボキャブってもらい、その内容に応じて16のジャンルに区分されたボキャブラを当てる。パネリストは、ジャンルとボキャブラを合わせて答える。
両方当たっている場合は10ポイントを、ボキャブラがあっていてジャンル違い（その場合はブザーが3連続で鳴る）は5ポイントを獲得。
また、「ボキャブラ・SUPER・アカデミー」ではお笑い芸人等3人（ウド鈴木、山崎邦正、神田うの、和田勉他）にボキャブってもらい、それを当ててしまうと減点される「アカペナさん」というルールもあった。アカペナさんを当てた場合は-10ポイントとなる。
「クイズ100人がボキャブりました」と同様にアンケートの際キャラクターの面白かった1名が「アカナスさん」として出題VTRで紹介される。解答時間終了後にアカナスさんの答えを発表し、同じ言葉を当てていたパネリストはポイントが2倍になる。但し、アカナスさんと同じ答えを当てても「アカペナ」で減点され0点の場合はポイントは0点のまま。マイナスポイントの場合はそのマイナスポイントが2倍になる。実際にマイナスポイントでのアカナスさんの獲得者はいない。パネルが残り2～3枚になったところでだいたい時間切れになるため、稀にアカナスさんの獲得者が出なかったこともあった。
ジャンルは「医学」「文学」などの学術的なものが多く並ぶが、ほぼ毎回「エロス」というジャンルがあった。
「クイズ100人がボキャブりました」・「ボキャブラ・アカデミー」、「ボキャブラ・SUPER・アカデミー」共通で最もポイントの高かったパネリストにはボキャ天小座布団が贈られる。
タモリは毎回この小座布団をパネラーに遠くから投げつけるようにして贈っていた。「ボキャブラゼミ」と同様、5枚貯めれば「大座布団」に交換することも出来る。
ボキャブラ・ザ・インターネット
1996年4月〜9月まで実施。
1つのテーマから20のボキャブラデータをダウンロード。しかし17〜18データ目で必ずバグが発生し、そのバグったボキャブラデータを復活するパスワード（ヒント）4つ（初回は6つ）をもとにボキャブラデータを当てるもの。
正解したパネリストにはボキャ天小座布団が贈られ、5枚貯めれば「大座布団」に交換することも出来る。
小島の「クリック!、クリック!」というポーズでコーナーが始まる。また、始めの2回程は、小島の「タモリさん、クリックとクリニックは違いますからね～。」にタモリの「分かってるよ!」というやり取りもしていた。
大人のボキャ天（「ピンクのボキャ天」→「夜のボキャ天」）
アダルト、お色気要素の強いネタを集めたコーナー。このコーナーの時だけ、スタジオの照明はピンク色になった（夜のボキャ天のみ、最初は犬の鳴き声と共に照明が青くなり、タイトルコール後にピンク色になる）。
タイトルコールは前期は増山江威子が、後期には河野景子（当時フジテレビアナウンサー）が担当しており河野がゲスト出演した際は生でタイトルコールを披露した。また、ネタを貼るマグネットはピンク地のものになっていた。
このコーナーの前には必ずヒツジの行列のアニメーションと共に小島が「よい子のみなさんは（歯を磨いて）早く寝てくだちゃいねぇ〜」と言っていた。また後期ではヒツジの行列の代わりに、ダミーのスタッフロールが流れていた（内容は本物のスタッフロールと同じだが、流れる方向が違っていた）。
ヒロミはこのコーナーを「ピンクコーナー」と呼んでいた。
1995年の2月から3月の短期間、これらのランクに達するまでもいかない「いけないボキャ天」もあった。
プライムタイムであったにもかかわらず、女性のヌードや過激な性描写の作品VTRが多く放映された。このような過激なネタの中には本編で取り上げられたものもある。
みなさん、カンバンは!
街角にある看板や道路標識などに新たな言葉を追加してボキャブるミニコーナー。ナレーションは斉木しげる。
CM前および番組終了前に流れた（1996年春頃からは番組終了前のみ、ボキャブラマのおまけシーンが放送された）。
1996年4月10日放送のスペシャルでは「カンバンは!大賞」が行われた。
なお、「super-」末期に投稿された作品を放送するため、「超-」初期にも数回放送された。
第1回だけは誤植で「みなさん、カンバンわ!」というタイトルだった。
ボキャブラマ
萬田久子とタモリが出演するミニドラマ。前期は喫茶店が舞台であり、後期は病院が舞台となった。
「愛という名の芳香（アロマ）」
ナレーションは石坂浩二。未亡人で喫茶店の常連客・かおり（萬田）と、かおりの前夫の友人でかおりに惚れている喫茶店のマスター（タモリ）の掛け合い。コーヒーはサイフォンで入れるこだわりがある喫茶店であった。
かおりの何気ない発言を卑猥な言葉と聞き間違えるマスターだが、聞き直せば何気ない言葉であるというオチが付き、傷心のタモリがトランペットを吹き真似をして終了。初期は視聴者からの投稿は受け付けていなかったが、後に受け付けるようになり、視聴者投稿に対して、ナレーションを担当している石坂が5段階で評価した。
「外科医・天現寺広雄」
前期「愛という名の芳香」がシリアス調であったのに対し、こちらはコント調のコメディとなった。また、ナレーションも石坂ではなく、本編のナレーターを務める野田圭一が行う。
「8号室で揉め事が起きた」と報告する看護師・かすみ（萬田）と、それを聞いて「病は気から」で物のたとえを面白くする天現寺先生（タモリ）の簡単なコント。
急患の病状を説明する天現寺とそれを聞くかすみだが、かすみが発した一言を天現寺は卑猥な言葉（愛のフレーズ）と聞き間違い卑猥な妄想を繰り広げる。よく聞きなおしてみれば医療関係の言葉（元ネタ）だったというオチが付く。
VTR終了後、おさらいとして小島が「多国籍」の人に聞こえるような雰囲気で愛のフレーズと元ネタを混ぜ合わせて発音する。作品投稿者には後ろに「病は気から」、左胸元に番組のロゴがついた白衣（男女各1着）がプレゼントされた。
ボキャブラ発表会・ザ・ヒットパレード
1994年8月17日〜1996年9月25日まで実施。視聴者投稿作品ではなく、毎週10組の若手芸人がネタの中でボキャブるコーナー。「超」からはこのコーナーが60分バージョンに拡大・リニューアルした。始まる前には、前回のイチバン（1位）に輝いた芸人のネタを振り返り（ヒットパレード第3回までは放映されなかった）、最初の芸人が紹介される。
評価は、パネリストの合議によってイチバン（王冠表記）・カス（10位）・その他（2位〜9位）にランキングされる。
出演キャブラーは10組（初期のスペシャルには18組、末期には「めざせ君」3組の中から選ばれた1組を加えた11組。）
イチバンには「紅白大座布団」が、カスには「○カス超小座布団」（ヒットパレード開始後のスペシャルに導入）が贈られた。この時小島は「それでは、第1位に輝きました○○さんには、芸人さんの勲章・紅白大座布団が贈られます。又、カスの△△さんにも、芸人さんの免罪符・○カス超小座布団を差し上げます。おめでとうございました。」と言っている。（この一言も、ヒットパレード開始後のスペシャルから言い始めた。）なお、めざせ君システムが導入されて以降はめざせ君がカスになった場合に「○カス超小座布団」が、常連10組のいずれかがカスになった場合は「ボキャ天○カスハンカチ」が贈られた。
1996年6月26日からは「めざせ君」システムが導入され、3組の芸人のネタが紹介された。その中で優秀はランキングボードにランクインされた。2組がランクイン、めざせ君が1位になるという快挙が1996年7月17日・第86回ヒットパレードの時に起こっている(この回は、「めざせ君」のあさりどとアンバランスがランクイン。そしてあさりどは、1位に輝いている)。
なお常連芸人の男同志は江頭2:50が局部しか映さないというネタの酷さにランクインすらさせてもらえず、めざせ君のボードを置く台に貼られた。
当時関西で人気が再燃していた二丁目劇場からの出演はG★MENSと野性爆弾の二組だけだった。この件について爆笑問題の太田光は後日談として「番組開始当初は若手芸人のネタ見せ番組ではなかったので、大阪吉本が当番組をマークしていなかった。そのために大半の所属芸人を売り込みそびれることとなり、出演できなかったのであろう」という趣旨の発言を、当時を述懐しながら語っている。ボキャブラ芸人と同世代の二丁目劇場出身芸人はその後『爆笑オンエアバトル』（NHK）や『エンタの神様』（日本テレビ）などへの出演を機に、数年遅れで全国区での知名度を上げていくこととなる。
| 順位 | キャブラー名         | 順位 | キャブラー名                        | 順位 | キャブラー名   |
| ---- | -------------------- | ---- | ----------------------------------- | ---- | -------------- |
| 1    | 爆笑問題             | 11   | 海砂利水魚 （現・くりぃむしちゅー） | 21   | キャイ〜ン     |
| 2    | ネプチューン         | 12   | フォークダンスDE成子坂              | 22   | アンバランス   |
| 3    | BOOMER               | 13   | X-GUN                               | 23   | 極楽とんぼ     |
| 4    | ロンドンブーツ1号2号 | 14   | へらちょんぺ                        | 24   | ピーピングトム |
| 5    | つぶやきシロー       | 15   | あさりど                            | 25   | 底ぬけAIR-LINE |
| 6    | 金谷ヒデユキ         | 16   | 松本ハウス                          | 26   | -4℃            |
| 7    | ノンキーズ           | 17   | オアシズ                            | 27   | まなつまふゆ   |
| 8    | 男同志               | 18   | Take2                               | 28   | UBU            |
| 9    | アニマル梯団         | 19   | 山崎邦正 （現・月亭方正）           | 29   | アンジャッシュ |
| 10   | MANZAI-C             | 20   | オセロ                              | 30   | 出川哲朗       |

### 「新」
ボキャブラカレンダー
「新」は放送枠の都合上、F1中継等で番組が休止になることが多かったため、1ヶ月の放送日をこのコーナーで伝え次回の放送日を案内していた。
吠えろ!キャブラー
番組後期に実施。番組終了の数秒間を使い、週替わりでキャブラーが持ちネタを披露。

### 「黄金」
街ボキャ（1998年3月〜）

### 「家族そろって」
ボキャブラ招待席
ゲストを1名招き、投稿作品（過去の作品含む）を品評してもらう。
ゲストには自身が最優秀作品に選んだ作品を収録したビデオとそのケースとして桐箱が与えられる。また、その作品が新作の場合には投稿者にボキャ天大座布団と賞金8万円が与えられる。
はじめてのボキャブラ
一般の幼児がはじめてのボキャブラをする模様を納めたドキュメンタリー。出演者には、はじめて座布団が与えられる。

## 出演者

### 司会
3人は作品の評価・判定をしながら、進行を務めた。
- タモリ

「初代」から「超」までと「復活スペシャル」及び「大復活祭スペシャル」の司会を担当。
「大復活祭スペシャル」ではレギュラー放送時代及び新世代芸人キャブラーのボキャブラ作品の評価はしていない。
「ニューキャブラーボキャブラバトル」のコーナーのみ出演せず、爆笑問題が司会・進行をしていた。
- ヒロミ

「新」・「黄金」・「家族そろって」のサブ司会、及び「続!」以降のメイン司会を担当。
初代は準レギュラー・「super」および「超」ではレギュラー・復活スペシャルではパネリスト。
司会就任後も「新」・「歌う」では判定を行った。
- 谷村新司

「新」・「黄金」・「家族そろって」のメイン司会を担当。
なお、谷村の楽曲は「黄金」の前期のみエンディングテーマ曲で使われていた。

### アシスタント
いずれもフジテレビアナウンサー（小島・荒瀬・加藤は当時）
- 小島奈津子

「家族そろって」までと「復活スペシャル」及び「大復活祭スペシャル」を担当。「歌う」のみ荒瀬の代理として出演したことがある。
「もしも願いが→もう下ネタ嫌」（自身の投稿作品）、「Welcome to the Hotel California→上野のラブホテルから小島」、「ねぇどうして→寝坊した」、「離れ小島→鼻毛小島」のネタVTRに登場したことがある。
プリンプリンのうな加藤をかなり嫌っていた。
- 西山喜久恵

小島と共に「超」のアシスタントを担当。
「家族そろって」では「ボキャブラ招待席」の進行を担当。
- 荒瀬詩織

「続!」、「歌う」を担当。
- 加藤綾子

小島と共に「大復活祭スペシャル」のアシスタントを担当。
- これとは別に「ボギャル」と呼ばれる女性が毎回2人登場し、チャレンジャーのランキングボードなどを担当した。
  - 斉藤理奈（斉藤亜希子）（'97タカギ B-1・レースクイーン）[2]
  - MIKA（高橋美香）（'97カムコワークス・レースクイーン）[2]

### 主なパネラー
本記事では数が多いため代表的なパネラーをあげる。
- 大島渚

通称「監督」。初代から「家族そろって」までのレギュラーで、事実上の審査委員長。常に1枠（司会者席に一番近い席）に座っていた。「大人のボキャ天SPECIAL」の回では「(いつの日にか)もう一回やりましょう」と言うほど好感触を示していた。「超」以降は大玉を点けることがほとんど無く、キャブラーに対して期待している故の厳しい目で芸人を評価した。特に、高く評価していた爆笑問題に対しては「おまえら最近たるんどるぞ!」と一喝したこともある。MANZAI-Cに対しては相当厳しい評価を下しており、1998年9月に放送された最終回スペシャルでは個人的にMANZAI-Cを相当嫌っていたことをカミングアウトしてしまい、後の「続」ではMANZAI-Cから相当な怒りをぶつけられるが、それでも大島本人は「どうしても好きにはなれない!」と言い返し、彼らを見限った。
「super」の頃には他の仕事の都合（映画祭出席等）で欠席する事が時々あった。また「super」の途中から健康上の理由で一時降板。その間は1枠には他の準レギュラー陣が着き、「監督代理」という扱いになっていた。「super」最終回スペシャルからレギュラーに復帰。
- うじきつよし

初代、「super」の途中までレギュラー出演。2枠に座る。作品が面白いと、パネリスト席のテーブルの上に登る、席の前に飛び出して悶えながら横たわるなどの派手なリアクションを取った。アディダスの服装で出演する場合が多かった。理知的なネタに大いなる興味を示す。
「super」の途中まで毎週欠かさず出演していたが、後に「うじきは行方不明」「サッカーの試合を見るため欠席」などとして出演しない回があるようになり、その後降板した。
- ヒロミ

初代では準レギュラー、「super」以降レギュラー。「super」では6枠（司会者席から一番遠い席）に座る。そのため席からすぐ近くのカメラにアピールしてポーズを取ることが多く、タモリからは「カメラを私物化するなよ」などとツッコまれていた。上記の通り「新」以降に司会者となる。自らを「おっぱい星人」と自称していた。下ネタ作品が大好きで山口美江に窘められることが多かった。「超」の頃はご指名ダーツの投手を担当。同時期に出演していた番組『ザ・BINGOスター』にて、視聴者の賞品獲得の成否を決めるダーツを投げていたため、『日本一ダーツの上手い芸能人』としての抜擢であった。番組内で子泣き爺をきなこ爺と言っため、きな粉または子泣き爺ネタのVTRはその両方を絡めるものとなっていた。
- 松本伊代

初代にて準レギュラー。ヒロミと結婚後は出演しなかったが、芸能人による作品をまとめて放送するスペシャルにおいて、伊代が作ったネタが放送されたことがある（童謡あめふりの替え歌で、タモリとヒロミがノーパンしゃぶしゃぶに行く内容） 。「もういいよ→もう伊代」のネタでVTR出演した事もある。
- 早坂好恵
- 山田五郎

番組での肩書き及び紹介テロップは「美術評論家 山田五郎教授」。
- 山口美江

「死」「不幸」などのブラックネタを好み、番組内で「ブラック山口」と呼ばれていた。「北の酒場には、長い髪の女が似合う→北の墓場通りでは、青い顔の女が指圧」「パンツまる見え→パンツまる美江」「見えすぎちゃって困るの→美江墨塗ってコマンドー」といったネタでVTR出演した事もある。スペシャルで自身がネタを作ったときにも、やはりブラックネタが中心であった。一方で下ネタを嫌い、ヒロミに冷ややかな視線を送る事もあった。
- 赤坂泰彦

トーンを抑えた感じの感想を述べる事もあれば、明るいトーンで評価する事もある。時に小島奈津子の天然ボケ的な発言に厳しい突っ込みを入れる事があった。下ネタも好きだが、理知的なネタも好む。実はホモ疑惑のネタを投稿された事がある（「愚か者→ホモかも」など）。出演者に「ウラおっぱい星人」と言われた事も。松本ハウスが台頭してきた時期には彼らに無茶な質問を振り、ハウス加賀谷のアドリブの才能を引き出していた。「赤坂見附→赤坂見っけ」のネタVTRで出演したこともある。
- 田中義剛

スタジオ全体がウケていないネタでも1人だけ大玉を点けることが多かった。またそれを踏まえて、他のパネラーが1人だけ大玉を点けた際には「義剛状態」「義剛入ってる」などと言われていた。
- 糸井重里
- 川合俊一

ホモネタに対して反応が良かったことから、ホモ疑惑が湧く。そのため、彼が出演する週にはホモ絡みのネタが採用されていた。この疑惑を逆手に取り、ネタにした作品に出演もした。スペシャルで川合が作ったネタで「身から出た錆び→身から出たさぶ」というものがウケて、以来、番組内では「さぶ」がホモの代名詞的な扱いになり、ホモ絡みのネタが「さぶネタ」と呼ばれたり、ホモの人そのものを指して「さぶ」と呼ぶネタなどが続々採用されたりした。スペシャルで自身の作った作品で、自身が出演したホモネタが放送されたこともある（「本望です→ホモです」、「憧れのハワイ航路→あのバレーの川合ホモ」 ） 。ヒットパレードではBOOMERによくホモネタでおちょくられており、さらに当時のマネージャーもホモネタで出演した。「超」時代にはU-Turnの土田が川合に好意を寄せるキャラを演じていた時期があったが、川合に女性（後に妻となる中野みゆき）との交際の報道があった際には土田は落胆する様を演じていた。ホモネタ以外では、「かわいコぶってんじゃねぇよ!→川合おぶってんじゃねぇよ!」のネタVTRで出演したこともある。
- 清水圭

「super」から準レギュラー出演、「新」からはレギュラーとなる。ボキャブラ部分の評価に加え、先輩芸人としてボケやツッコミの技術を評価するコメントが多かった。暴走したキャブラーに対して窘めることもあった。
- 飯島愛

初出演は（番町皿屋敷の）「一枚〜」⇒「飯島愛〜」ネタにTバック姿で登場した作品VTRにて。パネラーとしてはキャブラーたちの姉貴分というスタンスで、率直かつ辛辣なコメントを挟みつつも嫌みのない評価を下していた。
- 国分太一（TOKIO）

「新」「黄金」時代のレギュラー出演。一般視聴者の感覚に近い素直なコメントが多かった。アイドルでありながら、意外と下ネタに対しても良い反応を示していた。
- 大仁田厚

かなり厳しい評価が多かった。
- そのまんま東

「そのまんま飢餓死」というネタでVTR出演したこともある。
- ガダルカナル・タカ

「小さな石鹸カタカタ鳴った→小さなゼッケン、ガダルカナル・タカ」というネタでVTR出演したこともある。
- 鈴木紗理奈

「super」時代から準レギュラーのような形で出演していた。
- 城戸真亜子

｢100人がボキャブりました｣で、非常に苦しい答えを言う事が多かった｡（例:お題｢ボンベ｣ →「ボンベ（アンネ）の日記」、お題「師走」→「しわす（聚楽）よぉん」）
- 大塚範一
- デーブ大久保
- 井上順
- 薬丸裕英
- 峰竜太
- ラサール石井
- 保坂尚輝
- 鈴木史朗

金谷ヒデユキから、ウルトラマンタロウのテーマ曲に乗せて、「笑わないパネラー」や、「パイレーツが登場した途端テンションが上がる」などの表現でネタにされたことがある。
- 三谷幸喜
- 林マヤ
- うつみ宮土理

「うつみ宮土理→おつむ緑」のネタでVTR出演あり。
- 風見しんご　など他多数

### コーナー出演
「ボキャブラマ」
- 萬田久子
- 石坂浩二（ナレーション担当）

### 投稿ネタVTR出演
※新撮出演分のみ記載（五十音順）
- あがた森魚（「3時のあなた→3時のあがた」、「あがた→あ、ガーター」など）
- 赤塚不二夫（「これでいいのだ→婚礼でインドだ」、「ねえチューしてよ→ねえシェーしてよ」）
- あご勇（「青い山脈→あご勇宅」）
- アジャ・コング（「アクロンなら毛糸洗いに自信が持てます→アジャ転んだら関東辺りに地震が起きます」、「亜細亜大学→アジャ大学」、「奥さまは魔女だったのです→奥さまはアジャだったのです」）
- ア太郎、ハタ坊（「あ〜たろうかあたろうよ〜→ア太郎だハタ坊だジョー」）
- 阿藤快（「アー父さん母さん→阿藤さん快さん」）
- 天地真理（「金縛り→天地真理」、「天地真理→あらっ、血豆!」など）
- アントン・ウィッキー（「Have a nice day!→歯がないっすね〜」、「農民一揆→農民ウィッキー」など）
- 池谷幸雄（「池谷幸雄→行けたら行くよ」）
- 石塚英彦（「EZ DO DANCE→石塚」、「出会った恋はこんなにも初心とは思わずにいた→太った人はこんなにも浮くとは思わずにいた」「ラブレター・フロム・カナダ→デブ出た風呂、空(から)だ」など）
- 伊集院光（「伊集院光→20人叱る!」）
- 井手らっきょ（「善は急げ→全裸急げ!」、「あなたがいてほしい→ハダカの井手とちん（ミスターちんとのコラボ）」、「EZ DO DANCE EZ DO DANCE→イチモツ出す イチモツ出す」、「気分しだいで→金粉ショーだ井手」、「芸のためなら女も泣かす→芸でダメなら脱いでゴマかす（ラッシャー板前とのコラボ）」）
- ウガンダ・トラ（「サンドバッグに浮かんで→サンドバッグにウガンダ」、「OH OH ワンダブル 飲んでいる→OH OH ウガンダ プール浮かんでいる」、「見た目で選んで何が悪いの→見た目でウガンダ、何が悪いの」）
- 内山田洋とクール・ファイブ（「東京砂漠→包丁さばき」、「東京砂漠→早朝賭博」、「内山田洋とクール・ファイブ→内山田洋とプール入る」）
- ウド鈴木（「とどまる事を知らない→ウドまる子と知り合い」[注 23]、「ねえどうしてすごくすごく好きなこと→冷凍室ですごくすごく薄着なウド」、「ペットフード→ペット風ウド」、「腕まくら→ウドまくら」、「アウト!!→あっ、ウド!!」、「サカナを食べると→サカナを食べるウド」など）
- 江頭2:50（「出会いがしら→ペア江頭（実父の江頭2:45とのコラボ）」、「涙の数だけ強くなれるよ→何がオカズだってシゴク野郎よ」「出逢いはスローモーション→江頭 ウドを襲う（ウド鈴木とのコラボ）」、「柱のきずはおととしの→恥じらいのキスは男同志の（男同志の相方・コンタキンテとのコラボ）」）
- 蛭子能収（「レディース→えび〜す」、「ヨロシク!!→おろし食う?」、「ABCDEFG→蛭子がイボ痔」、「ヘイ!レディース&ジェントルメン素肌に→へぇー!蛭子さん実はスーパーマン」、「エキスパンダー→蛭子パンダ」など）
- 大木凡人（「もんじゃ焼き→凡ちゃん夜勤」）
- 大川豊（「もしもし亀よ亀さんよ→ボチボチ金も返さんと」）
- 大塚寧々（「お疲れさま→大塚寧々さま」）
- 大仁田厚（「真赤に燃えた→真下に大仁田!?」）
- 岡本夏生（「岡本夏生→オカマと頭突き」、「岡本夏生→おかもち夏生」など）
- 小倉智昭（「毎日毎日僕らは鉄板の→毎日毎日小倉は鉄観音」）
- 織田無道（「赤い靴はいてた女の子→赤い靴はいてた織田無道」[注 24]、「今私はコバルトの風→今私は織田無道が彼」）
- オスマン・サンコン（「早起きは三文の徳→早起きはサンコンの得」、「えっさほいさっさ→えっさほいサンコン」、「台風3号→台風サンコン」）
- 笠井信輔アナウンサー（自身の投稿作品で「タイム3→体毛剃り〜」、当時同じく「タイム3」の司会だった須田哲夫アナとともに出演。しかも観客席にも座っており自身の作品の評価時に「バカパク〜!」とタモリを煽ったうえ、最終的には大ザブ賞を獲得してタモリから直接ボキャ天大座布団を手渡された。）
- 神田うの（「ガンダーラ ガンダーラ→神田うの 神田うの」、「うので〜す→右脳で〜す」[注 25]、「あ〜れ〜→バレエ」）
- きたろう（「帰ってきたぞ→亀売ってきたろう」）
- キム・ヨンジャ（「ハリー・ポッターと賢者の石→ハリー・ポッターとキム・ヨンジャと仁志」）
- 木村充揮（「浴衣の君はすすきのかんざし→憂歌団の木村はスズキで環八」）
- キラー・カーン（「朝焼けの光の中に立つ影はミラーマン→朝焼けの光の中に立つハゲはキラーカーン」）
- グッチ裕三（「ひとり酒場で→ひとりシェケナベイビー」）
- 工藤兄弟（「工藤兄弟→苦悩状態」、「工藤兄弟→歩道橋だい!」）
- 蔵野孝洋（「星もない 暗闇で→押尾じゃない 蔵野似ね」）
- 黒部幸英（「広瀬川流れる岸辺→広瀬川流れるクロベエ」、「粋な黒塀 見越しの松に→いきなりクロベエ みこしと祭」）
- 桑野信義（「プリティウーマン→プリティ桑マン」、「ガマン大会→桑マン大会」）
- ココリコ（「ドカンと一発→おかんと金髪」）
- 小林完吾（「あ、さて→朝定」）
- 小林幸子（「サッちゃんはね→サッちゃん、派手!」）
- 小森和子（「小森のおばちゃま→タモリのおばちゃま」）
- 小柳ルミ子、大澄賢也（「お久しぶりね→お刺身ブリね」）
- 堺正章（「堺正章→社会丸暗記」）
- 坂上二郎（「5（ファイブ）、4（フォー）、3（スリー）、2（ツー）、1（ワン）、0（ゼロ）→5、4、3、2、1、二郎」[注 26]）
- 坂田利夫（「青い鳥→アホひとり」、「果報は寝て待て→アホゥが寝てまんねん」、「蝋人形の館→蝋人形の坂田」「I wanna hold your hand→アホの横領犯」など。毎回撮影の為だけに、わざわざ大阪から日帰り上京していたらしい）
- 桜金造（「赤いべべ着た可愛い金魚→赤いべべ着た可愛い金造」、「ノミの心臓→ノミの金造」[注 27]）
- 佐藤蛾次郎（「壊れかけのRadio→壊れかけの蛾次郎」、「雪の降る街を→雪を食う蛾次郎」、「暮れなずむ街を→クレーンが吊る蛾次郎」、「ゴジラ対メカゴジラ→ゴジラ対メカ蛾次郎」、「おねがいよ→俺、蛾次郎」など、必ず酔っぱらいの役で出演していた｡「いつも一緒にいたかった→いつも一升瓶持った蛾次郎」で和田勉とのコラボ出演もあり）
- 佐藤正宏（「お昼休みはうきうきウォッチング→お尻ヤスリで拭き拭きウォッ血」など）
- 三遊亭圓丈（「戦場のメリークリスマス→圓丈のメリークリスマス」）
- 志垣太郎（「ワレ!しばいたろか?→ワレ!志垣太郎か?」）
- しのざき美知（「コロンブスの卵→転んだブスの卵」）
- 柴田理恵（「お尻だって洗って欲しい→押し売りだって洗って欲しい」）[注 28]（「くやしいけれど お前に夢中→くやしいけれど お前で夢精」など）
- ジミー大西（「地味よねぇ〜→ジミーよねぇ〜」）
- 清水アキラ（「あきらめました→アキラ舐めました」）
- 周富輝（「見てるだけ〜→富輝だけ〜」）
- 東海林のり子（「壁に耳あり障子に目あり→壁に耳あり東海林に目あり」「長い髪の少女→長い髪の東海林」）
- 城島茂（「Julia→城島」）
- 鈴木紗理奈（｢鈴木紗理奈→頭突き痛いな｣）
- 菅井きん（「菅井きん→菅井菌」、「スカイダイビング→菅井ダイビング」[注 29] 、「月水金→ゲッ、菅井きん」、「笑っちゃう位→笑っちゃう菅井」）
- 関根勤、関根潤三（「あんたも好きね〜→あんたも関根〜」）
- せんだみつお（「余計な物などないよね→予定はもうないよね」）
- 高木ブー（「アップップ→アップのブー」、「サラガブラメチカブラビビデバビデブー→サラダ食うだメシも食うだデブの高木ブー」など）
- 高田純次（「5時から男→ゴジラから男」）
- 高松英郎（「柔道一直線→牛丼一丁くれ!」など）
- 高見知佳（「夢の坂道は→夢に高見知佳」）
- 宅麻伸（「LOVEマシーン→宅麻伸」）
- 竹内都子（「ペッパー警部→ケッバーイ デブ」）
- 田代まさし（「猿回し→猿マーシー」）[注 30]
- ダチョウ倶楽部（「きいてないよー→ひいてないよー」、「つかみはOK→つまみはホッケ」）
- 田中星児（「そこにはただ風が吹いているだけ→そこには田中星児がついてくるだけ」）
- 田中昌之（「きっと君は来ない 一人きりのクリスマスイブ →ヒット曲がでない 一人きりのクリスタルキング」）
- 谷隼人（「愛 あなたと二人→谷隼人を縛り」）
- 丹古母鬼馬二（「母は来ました→母は鬼馬二だ」）
- つのだ☆ひろ（「メリー・ジェーン オー マイ・マインド→メリケン粉がな〜い」、「メリー・ジェーン→目に10円」、いずれも自身の曲「メリー・ジェーン」の歌い出しを自ら歌唱）
- 露木茂アナウンサー（「初雪→は、露木」、「月が出た出た→露木がベタベタ」）
- デーブ・スペクター（「でいごの花が咲き→デーブが花やしき」[注 31]、「でいごの花が咲き→デーブの鼻が先」[注 32]、「Making good things better→メイク中 デーブスペクター」、「ペッパー警部→天パーデーブ」）
- 出川哲朗（「笑顔抱きしめ→出川溺死で…」、「あきらめました→あきられました」）
- デビッド伊東（「明日私は旅に出ます→明日私はデビと寝ます」）
- デューク・エイセス（「涙のリクエスト→誰なの?デュークエイセス」）
- 毒蝮三太夫（「恋人がサンタクロース 本当はサンタクロース→恋人が三太夫 毒蝮三太夫」）
- 土橋正幸（「ヨドバシカメラ→よっ土橋、ガメラ」）
- 長江健次（「砂に書いた名前消して→スノボ履いた長江健次です」）
- 中松義郎（「いつまでも絶えることなく→みつまめを食べる中松」）
- 仲本工事（「旗本退屈男→仲本 体育する男」）
- なぎら健壱（「Getup Getup Getup Getup バーニンラブ→下駄でタップ下駄でタップなぎら〜」、「涙のリクエスト→なぎらの行くエステ」）
- 西田康人（当時ビシバシステム、現・緋田康人 ）（「抱きしめたい→溺死みたい」「雨は夜更け過ぎに雪へと変わるだろう→兄は夜更け過ぎにユキエに変わるだろう」など多数）
- 西山浩司（「innocent world→イモ欽のワルオ」）
- にしきのあきら（「愛してる とても→愛してる トーテムポール」、「にしきのあきら→和式のあきら」）
- 野村義男（「上野発の夜行列車→上の席の野郎ヨッちゃん」）
- バカボンのパパ（「I miss you 許されることならば→あいつ殺されるとこなのだ」）
- バカルディ（現・さまぁ〜ず）（「アパレル業界→暴れる業界」）
- 間寛平（「アレグリア→アヘウヒハ」）
- 林家いっ平（現・2代目林家三平）（「これも愛 あれも愛 たぶん愛 きっと愛→これも兄 あれも兄 たぶん兄 きっと兄（実兄のこぶ平（当時）と義兄の峰竜太と春風亭小朝（のち離婚）とコラボ）」）
- 林家こぶ平（現・林家正蔵）（「林家こぶ平→早足やこぶ平」、「デーモン小暮→デーモンこぶ平」、「彼が窓辺で話しかけるわ→ヒロミが窓辺で噺家蹴るわ（ヒロミとのコラボ）」、「歩いても 歩いても 小舟のように→歩いても 歩いても こぶ平の上に」など）
- 林家パー子（「はるばる来たぜ函館→アルバム見たらパー子だぜ」）
- 林家ペー（「口づけせよとはやしたて→口づけせよと林家ペー」、「やがて→矢がペー」）
- パンチョ伊東（「ロケットパンチ→ロケットパンチョ」）
- ばんばひろふみ（「チキ・チキ・バン・バン→キチキチばんばん」[注 33]）
- 日出郎（「雨は夜更け過ぎに雪へと変わるだろう→兄は夜更け過ぎにユキエに変わるだろう」、「芸能人→ゲイのおじん」、「ホ ホ ホタル来い→ほ ほ 掘ったる来い!」など）
- 福井謙二アナウンサー（「ホームイン!→公務員!」・実況役）
- 藤村俊二（「揺れる想い→揺れるおひょい」）
- 藤原喜明（「麦わら帽子はもう消えた→藤原どうした もうキレた」）
- 別所毅彦（「氷の微笑→氷の別所」）
- へらちょんぺ（「今夜は帰らない 帰りたくない→今夜のこの下着 カルバン・クライン」、「ハリー・ベラフォンテ→だりぃへらちょんぺ」、「いいじゃねえかへるもんじゃねぇし→いいじゃねえかへらちょんぺだし」など）
- 辺見マリ（「てんてんてんまりてんてまり→てんてんてんまり辺見マリ」）
- ポール牧（「緑の中を走り抜けてく真紅なポルシェ→緑の股をくぐり抜けてく真紅なポールさん」）
- ぼんちおさむ（「SOMEDAY→お〜さむです!!」）
- 前田吟（「叱ってもらうわマイダーリン→叱ってもらうわ前田吟」）
- 牧伸二（「だけど信じてる信じてる→だけど伸二に似てる牧伸二に似てる」）
- 牧原俊幸アナウンサー（「6時のニュースでした。→独自のニュースでした。」、「ここで臨時ニュースです→ここでリンゴジュースです」）
- 松崎しげる（「愛の→アイロン」、自身の曲「愛のメモリー」の歌い出しを自ら歌唱）
- マンガ太郎（「ウルトラマンタロウ→ウルトラマンガ太郎」）
- Mr.オクレ（「そこへ彼 遅れてきた彼→そこへ彼 オクレに似た彼」、「3日遅れの便りをのせて→Mr.オクレをタライに乗せて」「今日もまた誰か乙女のピンチ→今日もまた誰かオクレをリンチ」）
- 光浦靖子（「燃えろいい女→どうでもいい女」など）
- 宮尾すすむ（「夜明けのMEW→夜明けの宮尾」）
- 三宅裕司（「三宅裕司→日焼け裕司→ニヤケ裕司→言い訳裕司」、「三宅裕司です→見るだけ裕司です→みやげ裕司です→魔除け裕司です」）
- 宮路年雄（「第3のコース○○君→財産残〜す宮路君」、「ミュージシャン→宮路さん」、「がんばりましょう→ガンバに社長」など）
- 宮澤喜一（「WE ARE THE WORLD→宮沢」[注 34])
- ムッシュかまやつ（「たまやー→かまやーつ」)
- ムック（「我は行く→我はムック」、「ムンクの叫び→ムックの叫び」、「タイタニック→泣いたムック」）
- もたいまさこ（「もったいないから起きてる→もたいまさこが起きてる」）
- モト冬樹（「柱の傷はおととしの五月五日の背くらべ→柱の傷はモトと シロー ゴン ガッツ 五木 能瀬 イクラ 便（岸部シローと中山雅史とガッツ石松と五木ひろしと能瀬慶子とコラボ）」）
- 矢追純一（「祐子と弥生→UFOと矢追」）
- 柳生博（「矢切の渡し→柳生の渡し」、「焼きうどん→柳生丼」、「座右の銘→柳生の「メェ〜」」など）
- 結城貢（「雪が降る→結城タックル」）
- ゆうゆ（「いい湯だな→ゆうゆだな」）
- ヨネスケ（「突撃!隣の晩ごはん→突撃!!となりの蒙古斑」）
- 龍虎（「UFO→龍虎!」）
- ルー大柴（「泣かした事もある→落下した男はルー」）
- ROLLY（「So you don't have to worry worry→湯豆腐 ハフハフ ローリー ローリー」）
- ロス・インディオス（「別れた渋谷で会った→別れた新聞屋で会った」）
- 輪島功一（「平和島→ヘイ!輪島」）
- 輪島大士（「マグマ大使→輪島大使」）
- 和田アキ子（「まぁだだよ→和〜田だよ」）
- 和田勉（「わらべは見たり→和田勉がニタリ」、「となりで笑ってたかった→となりで和田勉がたかった」など）

他、それ以外にも、アンジャッシュなど、ヒットパレードが始まる前にも出演していた芸人も数人いる｡

### パネラーの座席

#### ボキャブラ天国時代
初代はパネラー4人体制であった。
| 1992.10          | 4枠（黄）  | 3枠（緑）  | 2枠（赤）    | 1枠（青） | 司会（黒） |
| 1992.11〜1993.09 | 4枠（青）  | 3枠（赤）  | 2枠（緑）    | 1枠（黄） | 司会（黒） |
| ---------------- | ---------- | ---------- | ------------ | --------- | ---------- |
| パネリスト       | 男性ゲスト | 女性ゲスト | うじきつよし | 大島渚    | タモリ     |

#### Superボキャブラ天国時代
Superよりパネラーを2人増やして6人体制となった。
| 1994.04          | 6枠（紫） | 5枠（赤）              | 4枠（橙）              | 3枠（黄）              | 2枠（緑）    | 1枠（青） | 司会（赤） |
| 1994.05〜1995.09 | 6枠（青） | 5枠（緑）              | 4枠（黄）              | 3枠（橙）              | 2枠（赤）    | 1枠（紫） | 司会（赤） |
| ---------------- | --------- | ---------------------- | ---------------------- | ---------------------- | ------------ | --------- | ---------- |
| パネラー         | ヒロミ    | 男性ゲスト             | 女性ゲストor山口美江   | 男性ゲスト             | うじきつよし | 大島渚    | タモリ     |
| 1995.10〜1995.12 | 6枠（緑） | 5枠（赤）              | 4枠（緑）              | 3枠（赤）              | 2枠（緑）    | 1枠（赤） | 司会（黒） |
| パネラー         | ヒロミ    | 男性ゲスト             | 女性ゲスト             | 男性ゲスト             | 男性ゲスト   | 大島渚    | タモリ     |
| 1996.01〜1996.03 | 6枠（緑） | 5枠（赤）              | 4枠（緑）              | 3枠（赤）              | 2枠（緑）    | 1枠（赤） | 司会（黒） |
| パネラー         | ヒロミ    | 女性ゲスト             | 男性ゲスト             | 女性ゲスト             | 男性ゲスト   | 大島渚    | タモリ     |
| 1996.04〜1996.09 | 6枠（緑） | 5枠（赤）              | 4枠（緑）              | 3枠（赤）              | 2枠（緑）    | 1枠（赤） | 司会（黒） |
| パネラー         | ヒロミ    | 男性ゲストor女性ゲスト | 女性ゲストor男性ゲスト | 男性ゲストor女性ゲスト | 男性ゲスト   | 監督代理  | タモリ     |

1996年1月〜9月に関しては2枠〜5枠は男性と女性が交互に座っていることが多かった。
- 監督代理経験者

1. 大島が映画祭などで欠席したとき（1994年〜1995年）
うじきつよし（うじき1枠時は、2枠は男性ゲスト）、桂三枝（現・六代目桂文枝）、柳生博が行った。
2. 大島が病気療養で欠席したとき（1996年）
糸井重里、山田五郎、清水圭、赤坂泰彦、飯島愛、川合俊一が行った。

#### 超ボキャブラ天国時代
超より1人減らして5人体制となった。
| 枠         | 5枠      | 4枠        | 3枠        | 2枠      | 1枠                  |
| ---------- | -------- | ---------- | ---------- | -------- | -------------------- |
| 後列（黒） | 川合俊一 | 山口リエ等 | 糸井重里等 | 赤坂泰彦 | タモリ（"森田"名義） |
| 前列（赤） | ヒロミ   | 奥山佳恵等 | 清水圭等   | 飯島愛等 | 大島渚               |

#### 新ボキャブラ天国時代
| 枠   | 5枠（黒）            | 4枠（青） | 3枠（赤）  | 2枠（緑）  | 1枠（紫） |
| ---- | -------------------- | --------- | ---------- | ---------- | --------- |
| 後列 | 谷村新司             | 川合俊一  | 山田五郎等 | 糸井重里等 | 赤坂泰彦  |
| 前列 | ヒロミ（"小園"名義） | 清水圭    | 国分太一   | 飯島愛等   | 大島渚    |

#### 黄金ボキャブラ天国時代
| 枠   | 5枠（黒） | 4枠（青）  | 3枠（赤）  | 2枠（緑）  | 1枠（紫） |
| ---- | --------- | ---------- | ---------- | ---------- | --------- |
| 後列 | 川合俊一  | 山田五郎等 | 原千晶等   | 糸井重里等 | 赤坂泰彦  |
| 前列 | 清水圭    | 国分太一   | 奥山佳恵等 | 飯島愛等   | 大島渚    |

#### 家族そろってボキャブラ天国時代
| 枠   | 5枠（黒） | 4枠（青）  | 3枠（赤）      | 2枠（緑）  | 1枠（紫） |
| ---- | --------- | ---------- | -------------- | ---------- | --------- |
| 後列 | 川合俊一  | 女性ゲスト | デーブ大久保等 | 糸井重里等 | 赤坂泰彦  |
| 前列 | 清水圭    | 保坂尚希等 | 鈴木史朗等     | 女性ゲスト | 大島渚    |

#### 土曜深夜（続!・歌う）時代
| 枠       | 2枠        | 1枠        | 司会   |
| -------- | ---------- | ---------- | ------ |
| パネラー | 男性ゲスト | 女性ゲスト | ヒロミ |

#### ボキャブラ天国 新春復活スペシャル（2003年度）
| 枠            | 5枠      | 4枠        | 3枠      | 2枠          | 1枠      | 司会   |
| ------------- | -------- | ---------- | -------- | ------------ | -------- | ------ |
| 後列（緑/橙） | 山田五郎 | 椎名法子   | 川合俊一 | すほうれいこ | 赤坂泰彦 | -      |
| 前列（橙/緑） | ヒロミ   | 秋吉久美子 | 塚本高史 | 辺見えみり   | 蝶野正洋 | タモリ |

#### ボキャブラ天国 大復活祭スペシャル（2008年度）
| 枠   | 5枠（黒）    | 4枠（青） | 3枠（赤） | 2枠（緑） | 1枠（紫） |
| ---- | ------------ | --------- | --------- | --------- | --------- |
| 後列 | 西村和彦     | 西川史子  | 森永卓郎  | 森泉      | 高田延彦  |
| 前列 | ウエンツ瑛士 | 大友康平  | 上戸彩    | 谷原章介  | 大地真央  |

## エピソード
- 『初代』第1回放送当時「ボキャブラリー」という言葉がまだ一般に定着していなかったためフジテレビの納入業者が「タモリのゴキブリ天国」と番組名を段ボールに書いて納入。大座布団をGETした。
- 「ボキャブラ天国」時代、笠井信輔（フジテレビアナウンサー）が当時担当していた「タイム3」ネタではがきで投稿し、タモリを含むパネラー全員「大玉」と評価となり、大ザブ賞で大座布団を獲得した。同番組エンディング部分でそのネタの様子を共演の須田哲夫（フジテレビアナウンサー）と小島の3人が「タイム3」のスタジオで見ていたのが放送された。その後、1994年の「年末スペシャル」で「TVクルーズ となりのパパイヤ」ネタで投稿した（両番組とも現在は放送終了）。
- 当時番組の放送作家だった高橋洋二によると番組で芸人につけられたキャッチフレーズはほとんどの場合スタッフが会議にて思いついたもので芸人本人が思いついたのは爆笑問題のみであった[3]。
- 江頭2:50が番組内でコンタキンテと共に「男同志」というユニットを組みホモネタ（同性愛ネタ）を主に扱っていた。
- ネプチューンの原田泰造と堀内健の強烈な個性で一際存在感を放っており、番組内での人気も視聴率を大きく左右するほど絶大なものであった。その中において名倉潤の存在がやや薄く、共演者から「名倉はいらない」などと番組内でネタにされる事もあったが、名倉の的確なツッコミは2人のボケを纏めるためになくてはならない人物であり、また「タイ人」「鯔に似ている」等、あえて弄られ役として前に出ることで、次第に3人揃った形でキャラを定着させた。

## CS放送での再放送時にNGとなったケース
- 2006年までCS放送フジテレビ721（現・フジテレビTWO）で再放送が行われていたが『夜のヒットスタジオ』、『オレたちひょうきん族』同様、権利上や諸事情を理由にその出演者の出た回は再放送されず、もしくは一部分がカットすることがある。
- 田代まさしや横浜銀蝿の翔がゲストだった回はまるごと放送されず、特に田代は1995年のスペシャル版の際に自ら投稿したネタの「猿マーシー（猿まわし）」にVTR出演しておりそこだけカットされたまま放送された。他にも、アイルトン・セナやダイアナ皇太子妃を番組のネタで取り上げた際もそこだけカットされて放送された（両者とも、放送後に事故により他界したため）。また、放送後にクレームが来て謝罪を行ったネタもカットされている。
- 「タモリのSuperボキャブラ天国 祝ありがとう衝撃のマル秘新展開 本日発表スペシャル!!」（Superの最終回）以後は再放送が行われなくなる。この最終回が放送されない理由として、「ヒットパレード最強王座決定戦」にエントリーされた30組の芸人や、Superの最終回以降の放送分の中に、放送後に芸能界から引退して一般人となった者（例：元U-turnの対馬盛浩、元坂道コロコロの林伸行）など、再放送の許諾を得られなかった者がいるなどの要因がある。

## 2008年の復活スペシャルでの過去のVTR対応
- 2008年9月28日に放送された「大復活祭」の番組内の過去VTRでは、権利関係によってボカシがかけられていた人物もいたが、お笑い芸人としては引退したものの業界に残っている人物の中で、金谷ヒデユキ(現在は復帰)、元MANZAI-Cの森光司、元サービスパンダの2人の計4人についてはボカシはかけられていなかった（松本ハウスの2人、元ダーンス4の4人、元VERSUSの伊藤雅子、元坂道コロコロの松丘慎吾等は未だ芸人の活動は継続）。
- 上記以外でボカシがかかっていた芸人および、元相方マークで隠されていた芸人は、元U-turnの対馬盛浩、元底ぬけAIR-LINEの小島忍、村島亮の2人、元フォークダンスDE成子坂の2人、元スティーブ&ジャニカの2人、元MANZAI-Cの西野健一、元VERSUSの亀村愛、元坂道コロコロの林伸行など。一般人になった以外にも、裏方に転身した者も少なくなく、一部の芸能活動中の者もボカシがかけられていた。
- また、パネラーに関しても、キャブラー紹介のシーンでは一部顔をVOCABULAと書かれたテロップで隠して放送した（ただし、三谷幸喜は顔を出して放送しているほか、その横の大島渚も顔が映っている）。
- 2代目司会のヒロミに関しては隠していなかったが、声または、一部分しか映っていない（顔が映っているシーンもわずかだがある）。
  - 初代司会のタモリに関してはオープニングにおける初代第一回目の放送では映っていたが、超時代の映像では声または、一部分しか映っていない。
  - 谷村新司に関しては、映っていない状態であった。

## 主題歌

### エンディングテーマ曲
- 「ミセス・パラダイス」BLUEZIE!?（初代前期）
- 「ずっと好きだから・・・」VIRGO（初代後期）
- 「今夜はブギーバック」小沢健二featuringスチャダラパー（「Super」1994年度前期）
- 「愛をちょうだい」 岩崎富美雄 （「Super」1994年度後期）
- 「Love,The Light」D/FORSE（「Super」1995年前期）
- 「ミサイルマン」THE HIGH-LOWS（「Super」1995年度後期）
- 「そばにいたい」藤生ゆかり（「Super」1996年前期）
- 「Silent Eveを待ちながら」ZIGGY（「超」）
- 「プリテンダー」ザ・グルーヴァーズ（「新」）
- 「きっと忘れない」谷村新司（「黄金」前期）
- 「恋のルール・新しいルール」PIZZICATO FIVE（「黄金」後期）
- 「小さな恋のメロディ」BLANKEY JET CITY（「家族そろって」）
- 「Key of love〜愛の行方〜」MISIA（「続」前期）
- 「TEKKENⅡ」SEX MACHINEGUNS（「続」後期）
- 「Be a Believer」Valentine D.C.（「歌う」前期）
- 「テノヒラ」浜崎貴司（「歌う」後期）

など

### 備考
- 1997年10月 - 12月の「黄金ボキャブラ天国」時代ではエンディングテーマは暫く設けず、エンディングテーマ表記なしで谷村の曲が流れていた。

## スタッフ
- ナレーター：真地勇志（超、新、黄金、家族そろって、続、歌う/主にネタに入るときのキャブラー紹介）
- 企画・編成：宅間秋史、小林義和、小川晋一、原田冬彦、大辻健一郎（フジテレビ）
- タイムキーパー：山田英子
- プロデューサー：高浦康江（ハウフルス）
- 総合演出：菅原正豊
- 技術：ニユーテレス
- 制作協力：田辺エージェンシー
- 制作：ハウフルス、フジテレビ

## ネット局
系列は超ボキャブラ天国【第3シリーズ】終了時（1997年3月）のもの。
| 放送対象地域  | 放送局             | 系列                                         | ネット形態              | 備考      |
| ------------- | ------------------ | -------------------------------------------- | ----------------------- | --------- |
| 関東広域圏    | フジテレビ         | フジテレビ系列                               | 制作局                  |           |
| 北海道        | 北海道文化放送     | フジテレビ系列                               | 同時ネット              |           |
| 青森県        | 青森放送           | 日本テレビ系列                               | 時差ネット              | [ 注 41 ] |
| 青森県        | 青森テレビ         | TBS系列                                      | 時差ネット              | [ 注 42 ] |
| 岩手県        | 岩手めんこいテレビ | フジテレビ系列                               | 同時ネット              |           |
| 宮城県        | 仙台放送           | フジテレビ系列                               | 同時ネット              |           |
| 秋田県        | 秋田テレビ         | フジテレビ系列                               | 同時ネット              |           |
| 山形県        | 山形テレビ         | テレビ朝日系列                               | 同時ネット              | [ 注 43 ] |
| 福島県        | 福島テレビ         | フジテレビ系列                               | 同時ネット              |           |
| 新潟県        | 新潟総合テレビ     | フジテレビ系列                               | 同時ネット              |           |
| 長野県        | 長野放送           | フジテレビ系列                               | 同時ネット              |           |
| 静岡県        | テレビ静岡         | フジテレビ系列                               | 同時ネット              |           |
| 富山県        | 富山テレビ         | フジテレビ系列                               | 同時ネット              |           |
| 石川県        | 石川テレビ         | フジテレビ系列                               | 同時ネット              |           |
| 福井県        | 福井テレビ         | フジテレビ系列                               | 同時ネット              |           |
| 中京広域圏    | 東海テレビ         | フジテレビ系列                               | 同時ネット              |           |
| 近畿広域圏    | 関西テレビ         | フジテレビ系列                               | 同時ネット              |           |
| 島根県 鳥取県 | 山陰中央テレビ     | フジテレビ系列                               | 同時ネット              |           |
| 広島県        | テレビ新広島       | フジテレビ系列                               | 同時ネット              |           |
| 岡山県 香川県 | 岡山放送           | フジテレビ系列                               | 同時ネット              |           |
| 愛媛県        | テレビ愛媛         | フジテレビ系列                               | 同時ネット              |           |
| 福岡県        | テレビ西日本       | フジテレビ系列                               | 同時ネット              |           |
| 佐賀県        | サガテレビ         | フジテレビ系列                               | 同時ネット              |           |
| 長崎県        | テレビ長崎         | フジテレビ系列                               | 同時ネット              |           |
| 熊本県        | テレビ熊本         | フジテレビ系列                               | 同時ネット              |           |
| 大分県        | テレビ大分         | 日本テレビ系列 フジテレビ系列                | 遅れネット              | [ 注 44 ] |
| 宮崎県        | テレビ宮崎         | フジテレビ系列 日本テレビ系列 テレビ朝日系列 | 同時ネット              |           |
| 鹿児島県      | 鹿児島テレビ       | フジテレビ系列                               | 遅れネット → 同時ネット | [ 注 45 ] |
| 沖縄県        | 沖縄テレビ         | フジテレビ系列                               | 同時ネット              |           |

## 関連商品

### VHS
いずれも1998年12月18日発売（3巻同時発売）、規格：VHS、発売：ポニーキャニオン。「ヒットパレード」以降の主要キャブラーの傑作ネタを収録。
- THE ボキャブラ天国 公式ビデオ 寿
- THE ボキャブラ天国 公式ビデオ 誉
- THE ボキャブラ天国 公式ビデオ 雅

### 書籍
いずれも発行：フジテレビ出版、発売：扶桑社。
- タモリのボキャプラ天国（1993年7月10日初版第1刷発行、ISBN 4-594-01186-1）
- タモリのSuperボキャプラ天国（1994年8月初版第1刷発行、ISBN 4-594-01494-1）
- タモリのスーパーボキャプラ天国 お・と・なスペシャル版（1995年1月10日初版第1刷発行、ISBN 4-594-01638-3）
- タモリのスーパーボキャプラ天国・2 （1995年4月30日初版第1刷発行、ISBN 4-594-01728-2）
- 黄金ボキャブラ天国（1998年1月30日初版第1刷発行、ISBN 4-59402-429-7）

### カードゲーム
- タモリのSuperボキャプラ天国 CARD GAME ヤングアダルト向カルタ的 豪華美麗カードゲーム（発売元：タカラ、販売元：セントラルホビー）